# URUPABOL

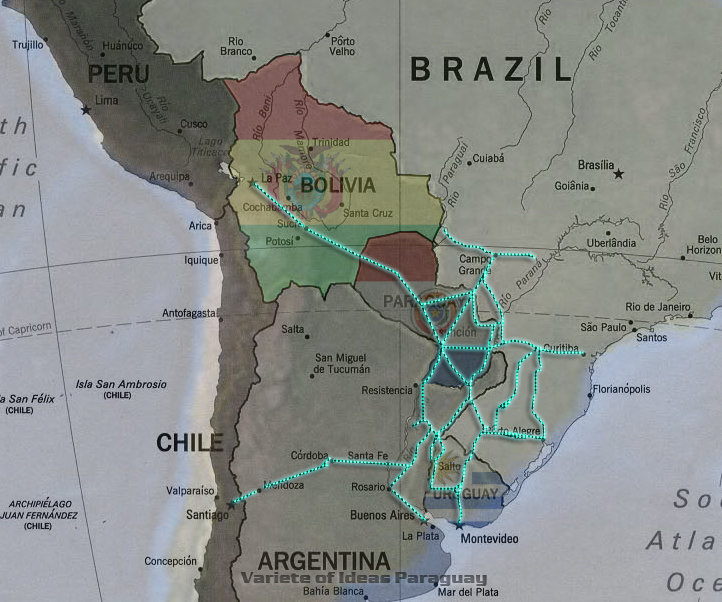
Mapa del URUPABOL.

El Grupo URUPABOL (o simplemente URUPABOL) es un organismo de ámbito internacional conformado por Bolivia, Paraguay y Uruguay. Fue constituido el 25 de abril de 1963 y tiene como objetivos coordinar la representación de las Partes en el Directorio del Banco Interamericano de Desarrollo y, en su caso, en otros organismos internacionales de carácter financiero, intensificar el intercambio comercial, cultural, artístico y científico entre las partes, promover acciones para el mejoramiento de las condiciones de navegabilidad de sus ríos, así como procurar la armonización de sus legislaciones sobre navegación, proponer el mejoramiento de las interconexiones viales, ferroviarias, fluviales, áreas y de telecomunicaciones, y estudiar proyectos y realizar otras acciones de interés común.
URUPABOL es un mecanismo de coordinación y concertación entre sus países miembros como instrumento de integración y desarrollo económico, político, social y cultural. El grupo de países comprende un área cuya población asciende a los 20 551 568 habitantes.

## Miembros
- Bolivia.
- Paraguay.
- Uruguay.

## Nombre
El nombre URUPABOL proviene del acrónimo usado en los comunicados cablegráficos Uruguay, Paraguay, Bolivia.

## Convenio de Constitución[1]
Los Gobiernos de la República Oriental del Uruguay, de la República del Paraguay y de la Estado Plurinacional de Bolivia.
TENIENDO PRESENTE el Acuerdo suscrito en Caracas, Venezuela, el 25 de abril de 1963, por sus Gobernadores ante el Banco Interamericano de Desarrollo;
CONSCIENTES de que la unidad de acción de los tres países de menor desarrollo económico relativo, requiere la consolidación de un organismo representativo para la realización de sus justas aspiraciones;
SEGUROS de que la organización jurídica internacional es un requisito indispensable ara salvaguardar los intereses de carácter económico, financiero, comercial, cultural, científico y de integración física;
ESTIMANDO que para el mejor cumplimiento de los propósitos de las partes se hace necesario institucionalizar el GRUPO URUPABOL;
ACUERDAN celebrar el Presente Convenio, para cuyo efecto designan a sus respectivos Plenipotenciarios, quienes convienen lo siguiente:

CAPÍTULO I: NATURALEZA, NOMBRE Y OBJETIVOS

ARTÍCULO 1 Las Partes, Uruguay, Paraguay y Bolivia, instituyen el GRUPO URUPABOL con carácter de persona jurídica internacional que tendrá su sede en la ciudad de Asunción, capital de la República del Paraguay.
EL GRUPO URUPABOL, en adelante URUPABOL, se regirá por las previsiones establecidas en el presente Convenio.

ARTÍCULO 2 Son objetivos de URUPABOL:
a) Coordinar la representación de las Partes en el Directorio del Banco Interamericano de Desarrollo y, en su caso, en otros Organismos Internacionales de carácter financiero;
b) Intensificar el intercambio comercial, cultural, artístico y científico entre las Partes;
c) Promover acciones para el mejoramiento de las condiciones de navegabilidad de sus ríos, así como procurar la armonización de sus legislaciones sobre navegación;
d) Proponer el mejoramiento de las interconexiones viales, ferroviarias, fluviales, áreas y de telecomunicaciones;
e) Estudiar proyectos y realizar otras acciones de interés común.

CAPÍTULO II: ÓRGANOS

ARTÍCULO 3 Son órganos de URUPABOL:
- La Reunión de Ministros;
- La Reunión de Representantes Permanentes; y
- La Secretaría Ejecutiva.

CAPÍTULO III: LA REUNIÓN DE MINISTROS
ARTÍCULO 4 La Reunión de Ministros es el órgano máximo de URUPABOL y estará constituida por Ministros de Estado, los que podrán ser de Economía, Hacienda, Finanzas, Integración u otros del área económica o social, o quienes lo representen.

ARTÍCULO 5 La Reunión de Ministros podrá tener carácter ordinario o extraordinario.
La Reunión ordinaria se efectuará una vez al año en la fecha y lugar que acuerden las Partes por unanimidad.
La Reunión extraordinaria se efectuará cuando fuere convocada por la Reunión de Representantes Permanentes, a solicitud de las Partes.

ARTÍCULO 6 Son atribuciones de la Reunión de Ministros:
a) Formular la política general de URUPABOL;
b) Acordar la representación de URUPABOL en el Directorio del Banco Interamericano de Desarrollo y, en su caso, en otros organismos internacionales de carácter financiero,
c) Designar y remover al Secretario Ejecutivo;
d) Adoptar las medidas necesarias para el logro de sus objetivos;
e) Velar por el cumplimiento del presente Convenio, evaluando periódicamente los resultados obtenidos;
f) Proponer a los Gobiernos de las Partes la modificación del presente Convenio.

CAPÍTULO IV: LA REUNIÓN DE REPRESENTANTES PERMANENTES
ARTÍCULO 7 La Reunión de Representantes Permanentes estará constituida por los Jefes de Misión Diplomática Permanente, acreditados ante el Gobierno de la República del Paraguay por los Gobiernos de la República Oriental del Uruguay y de la República de Bolivia y un Representante del Paraguay con rango de Embajador.
Cada país acreditará, además, un Representante Alterno.

ARTÍCULO 8 La Reunión de Representantes Permanentes se celebrará periódicamente en la Sede de la Secretaría Ejecutiva con la presencia de todos sus integrantes. Dicha Reunión se efectuará a solicitud de cualquiera de sus Miembros o por convocatoria de la Secretaria Ejecutiva y sus decisiones se tomaran por unanimidad.

ARTÍCULO 9 La Presidencia será desempeñada por períodos anuales y en forma rotativa por los Representantes Permanentes de cada país. El Presidente ejercerá la representación legal de URUPABOL

ARTÍCULO 10 Son atribuciones de la Reunión de Representantes Permanentes:
a) Cumplir y hacer cumplir las decisiones adoptadas por la Reunión de Ministros;
b) Aprobar los acuerdos a que se refiere el Artículo 18 y autorizar al Presidente a suscribirlos;
c) Intensificar el intercambio económico y la integración física entre las Partes:
d) Mantener relaciones con Gobiernos y Organismos financieros y técnicos internacionales u otros, con el objeto de obtener la cooperación necesaria para la materialización de los estudios y proyectos aprobados;
e) Coordinar acciones conjuntas ante Organismos Internacionales en la forma que determine la Reunión de Ministros;
f) Estimular acuerdos interbancarios u otros que faciliten las transacciones comerciales entre las Partes;
g) Intensificar las relaciones educativas, culturales, artísticas y científicas mediante el intercambio de profesionales, estudiantes y de informaciones;
h) Velar por la compatibilidad de las acciones de URUPABOL con otros compromisos multilaterales de las Partes;
i) Impartir instrucciones a la Secretaria Ejecutiva y otorgar anuencia al Secretario Ejecutivo para la designación de los funcionarios internacionales;
j) Considerar el proyecto del Presupuesto anual y elevarlo a la Reunión de Ministros; velar por el apropiado cumplimiento de la ejecución presupuestaria y pronunciarse sobre las rendiciones de cuentas presentadas por el Secretario Ejecutivo.
k) Autorizar las inversiones de los recursos adicionales previstos en el artículo 18;
l) Considerar el proyecto de Reglamento del Organismo elaborado por la Secretaría Ejecutiva y elevarlo para su aprobación a la Reunión de Ministros; y
m) Acordar las fechas y proponer el temario de las Reuniones de Ministros.

CAPÍTULO V: LA SECRETARÍA EJECUTIVA
ARTÍCULO 11 La Secretaria Ejecutiva estará constituida por el Secretario Ejecutivo y el personal de su dependencia y funcionará en la Sede de URUPABOL.

ARTÍCULO 12 Son funciones de la Secretaría Ejecutiva:
a) Coordinar las actividades de URUPABOL mediante la compilación de informaciones y la elaboración de los estudios que sean necesarios para el logro de los objetivos señalados en el Presente Convenio;
b) Convocar a reuniones de los Representantes Permanentes, cuando las circunstancias así lo indiquen;
c) Formular y elevar a consideración de la Reunión de Representantes Permanentes el proyecto de Presupuesto anual;
d) Atender la correspondencia que le fuere dirigida;
e) Ejercer la Secretaría de la Reunión de Ministros;
f) Preparar los temarios provisionales de las Reuniones de los Representantes Permanentes y redactar las actas correspondientes;
g) Mantener el archivo de los documentos de URUPABOL;
h) Establecer, cuando le sean encomendados por la Reunión de Representantes Permanentes, los contactos necesarios con Organismos Internacionales u otros relacionados con las actividades de URUPABOL;
i) Mantener informadas a las Partes, a través de sus respectivos organismos nacionales responsables, de las resoluciones adoptadas, así como de las acciones tomadas en cumplimiento de las mismas;
j) Elaborar el proyecto de Reglamento del Organismo y someterlo a la consideración de la Reunión de Representantes Permanentes;
k) Realizar toda otra tarea que le sea encomendada por la Reunión de Ministros y de Representantes Permanentes.
ARTÍCULO 13 El Secretario Ejecutivo será designado por un período de dos años en el cargo, pudiendo ser reelecto por una sola vez y por igual período.
Para su designación, se mantendrá el principio de rotación por países.

ARTÍCULO 14 Corresponde al Secretario Ejecutivo:
a) Ejercer la representación legal de la Secretaria Ejecutiva;
b) Designar a los funcionarios de la Secretaria Ejecutiva Para el caso de los funcionarios internacionales, se requerirá la anuencia de la Reunión de Representantes Permanentes;
c) Administrar los fondos presupuestados, así como los recursos adicionales previstos en el artículo 18, con cargo de rendir semestralmente cuenta documentada a la Reunión de Representantes Permanentes
d) Presentar anualmente a la Reunión de Representantes Permanentes un Balance de los estados financieros y contables.

ARTÍCULO 15 En el desempeño de sus funciones, el Secretario Ejecutivo y los funcionarios internacionales de la Secretaria Ejecutiva no solicitarán ni recibirán instrucciones de ningún Gobierno ni de entidades nacionales o internacionales, públicas o privadas y se abstendrán de actuar en cualquier forma incompatible con su condición de funcionarios internacionales.

ARTÍCULO 16 Las Partes se comprometen a respetar el carácter internacional de las funciones del Secretario Ejecutivo y de los funcionarios internacionales de la Secretaría Ejecutiva absteniéndose de ejercer sobre los mismos cualquier influencia en el desempeño de sus funciones.

CAPÍTULO VI: RECURSOS
ARTÍCULO 17 El Presupuesto será atendido por las Partes mediante aportes anuales que efectuarán por sumas iguales.

ARTÍCULO 18 URUPABOL podrá mantener relaciones y concertar acuerdos con Gobiernos, Organismos financieros y técnicos internacionales o Institucionales privadas con el objeto de obtener recursos financieros y/o técnicos adicionales destinados a la realización de estudios y a la ejecución de proyectos aprobados

CAPÍTULO VII: ACUERDO DE SEDE, PRIVILEGIOS E INMUNIDADES
ARTÍCULO 19 En el Acuerdo de Sede que se suscribirá entre el Gobierno de la República del Paraguay y URUPABOL, se incluirán disposiciones que regulen las relaciones entre ambos reconociendo a URUPABOL las inmunidades y privilegios establecidos por el Derecho Internacional.

ARTÍCULO 20 Los Representantes de las Partes, el Secretario Ejecutivo y el personal internacional de la Secretaría Ejecutiva gozaran de los privilegios e inmunidades correspondientes a sus cargos necesarios para desempeñar con independencia sus funciones.

CAPÍTULO VIII: NAVEGACIÓN
ARTÍCULO 21 Consecuentes con el principio de la libre navegación de los ríos internacionales las Partes promoverán por los canales apropiados la realización de estudios y la coordinación de acciones para el mejoramiento de las condiciones de navegabilidad de sus ríos internacionales y procurarán la armonización de sus legislaciones sobre navegación, con el objeto de permitir un trato igualitario de las naves de los tres países en el uso de sus ríos internacionales navegables.

CAPÍTULO IX: ÁMBITO DE APLICACIÓN Y SOLUCIÓN DE CONTROVERSIAS
ARTÍCULO 22 La acción colectiva de las Partes en el marco de URUPABOL, se desarrollará sin perjuicio de la participación de cada una de ellas en otros procesos de integración y cooperación, así como en aquellos proyectos y obras que decidan ejecutar en sus respectivos territorios.

ARTÍCULO 23 Toda diferencia que se suscite entre las Partes sobre la interpretación o aplicación del presente Convenio y de las resoluciones adoptadas por los órganos de URUPABOL, será sometida a la Reunión de Ministros.
En el caso de que la Reunión de Ministros no logre una solución satisfactoria, las Partes se comprometen a resolver la diferencia con sujeción a los procedimientos previstos en cualquiera de los acuerdos internacionales sobre la materia, vigentes para ellas.

CAPÍTULO X: DISPOSICIONES GENERALES
ARTÍCULO 24 Las Partes comunicarán a la Secretaría Ejecutiva el organismo responsable de centralizar las labores de coordinación, información y ejecución de las resoluciones de URUPABOL.

ARTÍCULO 25 El presente Convenio entrará en vigor a los treinta días después de depositados los Instrumentos de Ratificación de todas las Partes en el Ministerio de Relaciones Exteriores de la República del Paraguay.

ARTÍCULO 26 El presente Convenio tendrá duración ilimitada. Podrá ser denunciado por cualquiera de las Partes mediante comunicación escrita al Ministerio de Relaciones Exteriores de la República del Paraguay, el cual la transmitirá a las demás Partes.
Transcurridos noventa días a partir de la fecha en que el Ministerio de Relaciones Exteriores del Paraguay reciba la notificación de la denuncia, el Convenio cesara en sus efectos futuros respecto de la Parte denunciante.
Las Partes acordarán el plazo en que la Parte denunciante quedará desligada del Convenio, en atención al estado de cumplimiento de las obligaciones del mismo y de los proyectos en ejecución.
SUSCRITO en la ciudad de Asunción a los veintinueve días del mes de mayo del año 1981 en un solo ejemplar que quedará depositado en el Ministerio de Relaciones Exteriores del Paraguay, el cual entregará sendas copias autenticadas a las otras Partes. 

VALENTÍN ARISMENDI, Ministro de Economía y Finanzas, República Oriental del Uruguay
ALBERTO SÁENZ KLINSKY, Ministro de Integración, República de Bolivia
CÉSAR BARRIENTOS, Ministro de Hacienda, República del Paraguay